# Anja Rubik
Anja Rubik, sz. Anna Helena Rubik (Rzeszów, 1983. június 12. –) lengyel modell.

## Élete
Családjával 1988-ban elhagyta Lengyelországot, majd élt Görögországban, Kanadában és Umtatában, Dél-Afrikában. Modell pályafutása akkor kezdődött, amikor még egy brit középiskolába járt, Párizsban. Be akarta fejezni az iskolai tanulmányait, mielőtt hivatásos modellé válik, ezért csak az iskolai szünetekben dolgozott.

## Karrier
Miután leérettségizett, megkezdte modell karrierjét. Neves magazinokban szerepelt: a németországi és a párizsi Vogue-ban, a Numéro-ban, a Flair-ben, a Russh-ban, a Nylon-ban és az Elle-ben. Olyan tervezők ruháit mutathatta be, mint például a Givenchy, Chloé, Christian Dior, Hermès, Valentino, Gucci, Fendi, Missoni, Versace, Dolce & Gabbana, Prada, Oscar de la Renta, Chanel, Balenciaga, Calvin Klein, Louis Vuitton, Roberto Cavalli és a Ralph Lauren. 2009 a Victoria’s Secret Fashion Show-jában szerepelt.

## Fordítás
- Ez a szócikk részben vagy egészben  az   Anja Rubik című angol Wikipédia-szócikk fordításán alapul.  Az eredeti cikk szerkesztőit annak laptörténete sorolja fel. Ez a jelzés csupán a megfogalmazás eredetét és a szerzői jogokat jelzi, nem szolgál a cikkben szereplő információk forrásmegjelöléseként.